# زملاء المدرسة الثلاثة
وفقًا للتقاليد، كان عمر الخيام وحسن الصباح ونظام الملك معروفين بأنهم ثلاثة زملاء مدرسة ذهبوا في طريقهم المنفصل. أصبح حسن زعيماً للطائفة النزارية، وأصبح الخواجة نظام الملك سياسياً رفيع المستوى، وأصبح الخيام عالماً وشاعراً منعزلاً تحتوي أعماله على أفكار مبتكرة ومضطربة حول فلسفة الوجود والعالم.
وقد وردت هذه القصة في الكتاب المفقود سرگذشت سیدنا (سيرة سيدنا) الذي رواه لأول مرة المؤرخ رشيد الدين الهمذاني في كتاب جامع التواريخ، ثم رواه بعد ذلك مؤرخون إيرانيون آخرون. وقد روى مير خاند نسخة مختلفة من هذه القصة، كما روى منها إدوارد فتزجيرالد نفس القصة في مقدمة ترجمته الإنجليزية لرباعيات عمر الخيام. كما إن أقدم كاتب بعد الإسماعيليين الذي قرأ سيرة سيدنا، عطاء ملك الجويني، لم يدرج هذه القصة في كتابه.

## محتوى القصة
استنادًا إلى هذه القصة، واعد هؤلاء الثلاثة بعضهم البعض عندما كانوا أطفالًا، إذا ما وصل كل منهم إلى منصب ما سيساعد الاثنين الآخرين. عندما أصبح نظام الملك وزيرًا سلجوقيًا، عرض على الخيام أن يحكم نيسابور والمناطق المحيطة بها، لكن الخيام قال إنه ليس لديه مصلحة في تولي منصب الحاكم. فحدد له نظام الملك مبلغًا ثابتًا قدره عشرة آلاف دينار يؤديه إليه بنيسابور.
ذكر خورخي لويس بورخيس في قصة بعنوان "سر وجود إدوارد فيتزجيرالد" قصة زملاء المدرسة الثلاثة، ويبدأ قصته هكذا: "ولِد رجل اسمه عمر بن إبراهيم في إيران في القرن الحادي عشر الميلادي (في رأيه القرن الخامس الهجري) وتعلم القرآن والحديث على يد حسن بن الصباح، المؤسس المستقبلي لطائفة "الحشاشين" أو النزارية. ونظام الملك الذي أصبح فيما بعد وزير ألب أرسلان وفاتح القوقاز، يتعلم. يُقسم هؤلاء الأصدقاء الثلاثة مازحين أو جديين أنه إذا تحول الحظ إلى أحدهم في يوم من الأيام، فإن الشخص المحظوظ لن ينسى الاثنين الآخرين.»

## التوثيق
يعتقد معظم الباحثين أن هذه القصة غير واقعية، كما يتبين من عمر ونطاق حياة الشخصيات بالإضافة إلى أماكن إقامتهم. على سبيل المثال، في مقدمة مراجعته لكتاب الخيام، ذكر فروغي أنه إذا كانت هذه القصة صحيحة، فلا بد أن حسن الصباح والخيام عاشا أكثر من 120 سنة، وهو أمر مستبعد جدًا. بالإضافة إلى ذلك، لم يذكر أي من معاصري الخيام هذه القصة.
وبحسب أحد الفرضيات، ربما تكون هذه القصة تطورت من قصة حقيقية بين الشاعر والأديب السلجوقي علي الباخرزي والوزير عميد الملك الكندري.